# Meus Prêmios Nick al programma televisivo preferito
Il Meus Prêmios Nick al programma televisivo preferito (Programa de TV favorito) è un premio assegnato annualmente ai Meus Prêmios Nick al programma televisivo preferito dai telespettatori del canale Nickelodeon Brasile.
Nell'edizione 2016 la categoria viene soppressa per dare spazio alle categorie "Programma di Nickelodeon preferito" (Programa da Nick Favorito) e "Programma internazionale preferito"(Programa Internacional Favorito). La prima categoria contiene solamente programmi della rete organizzatrice, la seconda contiene programmi affiliati ad altre reti, come per esempio Disney.
Nell'edizione 2021 la categoria viene nuovamente soppressa. Ritorna la categoria "Programma di Nickelodeon preferito" e viene introdotta la categoria "Programma televisivo brasiliano preferito" (Programa de TV Brasileiro Favorito).

## Vincitori e candidati
I vincitori sono indicati in grassetto.

### 2000
- 2000
  - Malhação
- 2001
  - Malhação
- 2002
  - Malhação
- 2003
  - Malhação
- 2004
  - Malhação
- 2005
  - Malhação
- 2008
  - Malhação
  - Hannah Montana
  - iCarly
  - Os Mutantes: Caminhos do Coração
- 2009
  - Pânico na TV
  - Hannah Montana
  - Isa TVB
  - Custe o Que Custar

### 2010
- 2010
  - iCarly
  - Acesso MTV
  - Isa TVB
  - Malhação
- 2011
  - Rebelde
  - Big Time Rush
  - Glee
  - iCarly
- 2012
  - Grachi
  - Julie - Il segreto della musica
  - iCarly
  - Rebelde
- 2013
  - iCarly
  - Buona fortuna Charlie
  - Big Time Rush
  - Violetta
- 2014
  - Sam & Cat
  - The Vampire Diaries
  - Buona fortuna Charlie
  - Pretty Little Liars
- 2015
  - Austin & Ally
  - Violetta
  - Bella e i Bulldogs
  - Toni, la Chef
- 2016 - Nickelodeon
  - Io sono Franky
  - 100 cose da fare prima del liceo
  - Game Shakers
  - Bella e i Bulldogs
  - Nicky, Ricky, Dicky & Dawn
  - I Thunderman
- 2016 - Internazionale
  - Io sono Franky
  - K.C. Agente Segreto
  - Annedroids
  - Odd Squad
  - Game Shakers
  - Soy Luna
- 2017
  - Soy Luna
  - Henry Danger
  - I Thunderman
  - MasterChef Brasile
- 2018
  - Kally's Mashup
  - Stranger Things
  - As Aventuras de Poliana
  - The Voice (Brasile)
- 2019
  - Programa da Maisa
  - Bia
  - The Voice Kids (Brasile)
  - MasterChef Brasile

### 2020
- 2020
  - Bia
  - Henry Danger
  - Programa da Maisa
  - As Aventuras de Poliana
- 2021 - Nickelodeon 
  - SpongeBob
  - Club 57
  - Danger Force
  - A casa dei Loud
- 2021 - Brasile
  - Domingo Legal
  - Detetives do Prédio Azul
  - Eliana
  - Programa da Maisa